# 上田一紀
上田 一紀（うえだ かずき）は、日本の社会学者、情報学者（社会情報学・情報法学）。学位は修士（社会学）（関西大学・2014年）。静岡県立大学短期大学部一般教育等講師。
株式会社テレビ金沢での勤務を経て、関西大学経済・政治研究所研究協力員などを歴任した。

## 来歴

### 生い立ち
同名の学校法人により設置・運営される関西大学に進学し、経済学部にて学んだ。2011年（平成23年）3月、関西大学を卒業した。向学心を断ちがたく、母校である関西大学にて大学院に進学し、社会学研究科のマス・コミュニケーション学専攻にて学んだ。松井修視の門下となり、情報倫理や情報法を研究した。2014年（平成26年）に修士（社会学）の学位を取得した。さらに2017年（平成29年）3月、博士後期課程を単位取得満期退学した。

### 社会学者として
大学院生のまま、2014年（平成26年）4月より関西大学の経済・政治研究所にて研究協力員を務めた。経済・政治研究所では、アクションリサーチ研究班に在籍した。また、同年5月より、関西大学のライティングラボにてチューターを務めることになった。
大学院を単位取得満期退学してからは、2017年（平成29年）4月より関西大学の経済学部にて講師を非常勤で務めた。2019年（平成31年）4月には、県と同名の公立大学法人により設置・運営される静岡県立大学に採用され、短期大学部にて講師に就任した。短期大学部では一般教育等を担当した。

## 研究
専門は社会学、情報学であり、特に社会情報学、情報法学といった分野を研究していた。具体的には、表現の自由についての研究や、編集権や編集の自由についての研究に従事した。学術団体としては、日本マス・コミュニケーション学会などに所属した。

## 略歴
- 2011年 - 関西大学経済学部卒業[1]。
- 2014年 - 関西大学大学院社会学研究科修士課程修了。
- 2014年 - 関西大学経済・政治研究所研究協力員[4]。
- 2014年 - 関西大学ライティングラボチューター[5]。
- 2017年 - 関西大学大学院社会学研究科博士後期課程単位取得満期退学[1]。
- 2017年 - 関西大学経済学部講師[4]。
- 2019年 - 静岡県立大学短期大学部一般教育等講師[4]。

## 著作

### 寄稿、分担執筆、等
- 草郷孝好編著『市民自治の育て方――協働型アクションリサーチの理論と実践』関西大学出版部、2018年。ISBN 9784873546704